# Georg Jurkowski

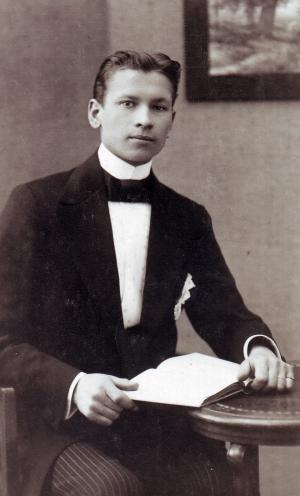
Georg Jurkowski, 1914

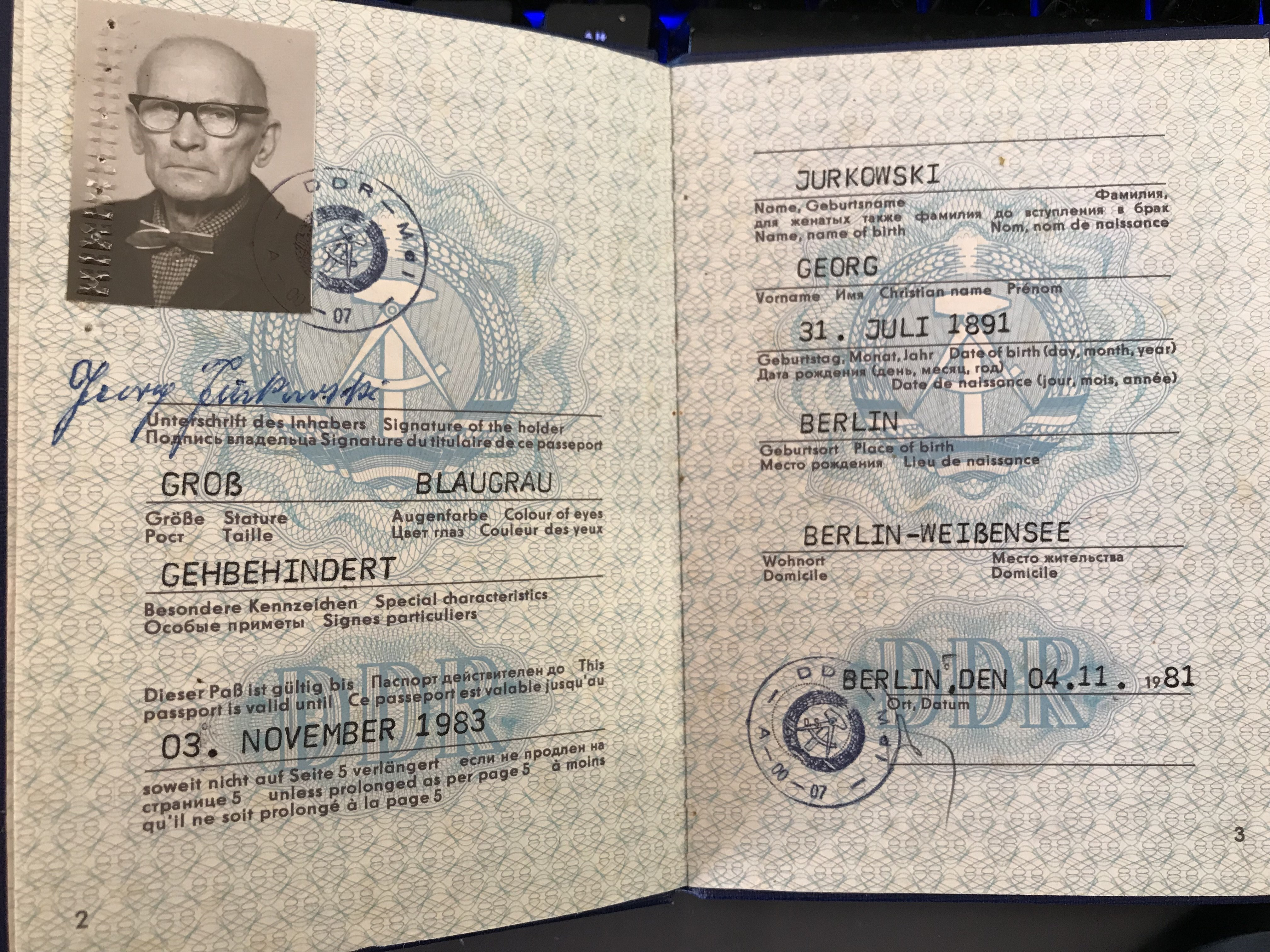
Georg Jurkowski DDR Reisepass

Georg Jurkowski (* 31. Juli 1891 in Berlin; † 21. Juli 1982) war ein deutscher Postschaffner und ein Opfer der NS-Kriegsjustiz.

## Die Causa Jurkowski
Jurkowski lernte Maler und arbeitete zunächst als Malergehilfe. Aufgrund einer Verwundung aus dem Ersten Weltkrieg konnte er den Malerberuf nicht mehr ausüben und trat 1919 als Postschaffner in den Dienst der Reichsbahn. Er bearbeitete Postsendungen von und nach Danzig und äußerte während eines Aufenthaltes in Danzig am 3. August 1943 bei einem Gespräch, das er auf dem Weg zum Bahnhof auf offener Straße mit einem Arbeitskollegen, der auch Bahndienst hatte, führte, dass Hermann Göring sich in Italien an fremden Eigentum bereichert habe. Die zufällig hinter den beiden Männern herlaufende Sekretärin des Reichsstatthalters in Danzig Albert Forster, Rosemarie Grande, die dies zufällig mithörte, stellte ihn hierauf zur Rede und mahnte ihn, er solle so etwas für sich behalten und es nicht so herausposaunen. Daraufhin erklärte Jurkowski der Frau, dass sie in zwei Monaten anders hierüber denken werde: Der italienische Diktator Mussolini sei bereits verhaftet und Hitler werde bald dasselbe Schicksal ereilen und im kommenden Januar werde er nicht mehr leben.
Grande denunzierte Jurkowski bei der Gestapo und ließ ihn verhaften. Er wurde schließlich vor dem 1. Senat des Volksgerichtshofes in Berlin unter Vorsitz von Roland Freisler wegen Wehrkraftzersetzung angeklagt (Beisitzer waren Kammergerichtsrat Rehse, Bürgermeister Ahmeis, Ortsgruppenleiter Kelch, Kreisleiter Heinrich Reinecke). In der Sitzung vom 14. Oktober 1943 wurde er für schuldig befunden und zum Tode verurteilt. In der Begründung führte Freisler an, dass Jurkowski ein „defaitistisch zersetzender Hetzer“ sei, der gezeigt habe, dass er bar jeder Ehre sei und deshalb „zum Schutze unserer inneren Einheit“ mit dem Tode bestraft werden müsse.
Aufgrund von mehreren Gnadengesuchen wurde Jurkowski durch Erlass des Reichsministers der Justiz vom 22. Dezember 1943 zu acht Jahren Gefängnis begnadigt. Im April 1945 befreiten ihn amerikanische Truppen aus dem Gefängnis Nürnberg.
Das Todesurteil sollte zumindest für einen der verantwortlichen Richter ein Nachspiel haben: In den 1960er Jahren bildete es den Gegenstand des damals vor dem BGH ausgetragenen Verfahrens gegen den seinerzeitigen Kammergerichtsrat Hans-Joachim Rehse. Eine Verurteilung kam jedoch aus formalrechtlichen Gründen nicht zustande. Stattdessen wurde der Fall an die Vorinstanz zurückverwiesen und Rehse starb, bevor das Verfahren rechtskräftig abgeschlossen werden konnte.